# Nototriche condensata
Nototriche condensata är en malvaväxtart som först beskrevs av Baker f., och fick sitt nu gällande namn av Arthur William Hill. Nototriche condensata ingår i släktet Nototriche och familjen malvaväxter. Inga underarter finns listade i Catalogue of Life.